# Mountainbike-Marathon-Weltmeisterschaften 2012
Die Mountainbike-Marathon-Weltmeisterschaften 2012 fanden am 7. Oktober in Ornans in Frankreich statt.

## Männer
| Platz | Land | Athlet           | Zeit         |
| ----- | ---- | ---------------- | ------------ |
| 1     | GRE  | Periklis Ilias   | 4:18:17 Std. |
| 2     | GER  | Moritz Milatz    | + 2:28 min   |
| 3     | CZE  | Kristián Hynek   | + 2:37 min   |
| 4     | SUI  | Christoph Sauser | + 2:58 min   |
| 5     | CZE  | Jiří Novák       | + 4:59 min   |
| 6     | SUI  | Martin Gujan     | + 5:25 min   |
| 7     | FRA  | Thomas Dietsch   | + 6:13 min   |
| 8     | RUS  | Alexey Medvedev  | + 6:53 min   |

Datum: 7. Oktober 2012, 09:00

Länge: 84 km
Insgesamt erreichten 91 Fahrer das Ziel.
Der amtierende Weltmeister war Christoph Sauser aus der Schweiz.

## Frauen
| Platz | Land | Athletin               | Zeit          |
| ----- | ---- | ---------------------- | ------------- |
| 1     | DEN  | Annika Langvad         | 3:52:23 Std.  |
| 2     | NOR  | Gunn-Rita Dahle Flesjå | + 0:44,1 min  |
| 3     | SUI  | Esther Süss            | + 1:40,7 min  |
| 4     | RUS  | Irina Kalentjewa       | + 12:49,3 min |
| 5     | GBR  | Sally Bigham           | + 13:56,9 min |
| 6     | GBR  | Elisabeth Brandau      | + 16:38,6 min |
| 7     | GBR  | Jane Nussli            | + 20:38,2 min |
| 8     | FRA  | Sabrina Enaux          | + 20:58,9 min |

Datum: 7. Oktober 2012, 08:45

Länge: 63 km
Insgesamt erreichten 40 Fahrerinnen das Ziel.
Die amtierende Weltmeisterin war Annika Langvad aus Dänemark.